# Cowcowing
Cowcowing is een plaats in de regio Wheatbelt in West-Australië.

## Geschiedenis
Bij aanvang van de Europese kolonisatie leefden de Ballardong Nyungah in de streek.
In 1846 werd het 'Gow gow eeh Lake', een zoutmeer, voor het eerst vermeld. De naam is Aborigines van afkomst maar de betekenis is onbekend. Vanaf 1910 werd van tijd tot tijd gips uit het zoutmeer gewonnen. In 1914 werd er een schooltje gebouwd.
In de nabijheid van het meer werd in 1917 een spoorweg en een nevenspoor aangelegd. In 1919 werd aan het nevenspoor het dorp Cowcowing officieel gesticht. Rond 1920 werd de 'Cowcowing Agricultural Hall' gebouwd, een gemeenschapszaal. In 1932 werd ze met een eetzaal uitgebreid. In 1984 werd alles afgebroken omdat de onderhoudskosten te hoog werden. Op de gemeenschapszaal na, die meer dan een halve eeuw door de in de omtrek wonende landbouwers werd gebruikt, ontwikkelde het dorp zich nooit echt.

## 21e eeuw
Cowcowing maakt deel uit van het lokale bestuursgebied (LGA) Shire of Wyalkatchem, een landbouwdistrict. In 2021 telde Cowcowing 19 inwoners.
Tot ver in de 21e eeuw bleef Cowcowing een verzamel- en ophaalpunt voor de oogst van de in de streek bij de Co-operative Bulk Handling Group aangesloten graanproducenten. In de jaren 2010 kwam daar een eind aan.
Een aantal bedrijven winnen nog steeds gips uit Lake Cowcowing. Het gips wordt onder meer in de landbouw als grondverbeteraar gebruikt.

## Bezienswaardigheden
Cowcowing ligt nabij Cowcowing Lake, een 150 km² groot zoutmeer.
Het dorp en meer liggen langs de Wheatbelt Way, een toeristische autoroute door de regio Wheatbelt.

## Transport
Cowcowing ligt 215 kilometer ten noordoosten van West-Australische hoofdstad Perth, 23 kilometer ten zuiden van Koorda en 40 kilometer ten noorden van Wyalkatchem, de hoofdplaats van het lokale bestuursgebied waarvan het deel uit maakt. Via de Koorda-Wyalkatchem Road en vervolgens de Cunderin-Wyalkatchem Road of de Tammin-Wyalkatchem Road kan men de Great Eastern Highway bereiken.
De spoorweg die door Cowcowing loopt maakt deel uit van het goederenspoorwegnetwerk van Arc Infrastructure.